# Nicolás Avellaneda y Tula
Juan Nicolás de Avellaneda y Tula (San Fernando del Valle de Catamarca, 9 de noviembre de 1786 - San Miguel de Tucumán, 11 de febrero de 1855) fue un político argentino, el primer gobernador de la Provincia de Catamarca, cargo que ocupó entre 1821 y 1822.

## Biografía
Nicolás Avellaneda y Tula fue bautizado poco después de nacer, en Catamarca. Era uno de los hijos del maestre de campo Ignacio de Avellaneda y de la Vega y su segunda esposa, Petrona de Tula Bazán y Herrera, que habían contraído matrimonio el 22 de abril de 1772, un año después del fallecimiento de la primera esposa de Ignacio de Avellaneda y de la Vega, Águeda Dorotea Espeche, en 1771. Ambos padres pertenecían a las más destacadas familias aristocráticas del norte argentino.
La familia Avellaneda tiene vasta descendencia en las provincias de Catamarca, Tucumán y también en Buenos Aires. 
Nicolás realizó sus estudios en el Convento de San Francisco; siempre estuvo interesado en la política activa patricia. Contrajo matrimonio el 30 de noviembre de 1812 en Catamarca, con María Salomé González, su prima segunda e hija de Antonio Manuel González, comerciante gallego, y de Ana Rosa Espeche. Solamente tuvo un hijo, Marco Avellaneda, el «mártir de Metán», padre a su vez del presidente argentino Nicolás Avellaneda.
Fue uno de los hombres más destacados en la Revolución de Mayo de 1810 en su provincia y uno de los más emblemáticos miembros de las asambleas.
El cabildo abierto reunido el 25 de agosto de 1821 declaró la autonomía de Catamarca y lo nombró primer gobernador de la provincia. De carácter dubitativo, permaneció poco tiempo en el cargo, siendo derrocado por una sublevación encabezada por Juan Manuel Soria. Sin embargo, esto no representó para Avellaneda y Tula una verdadera derrota política, pues lo sucedió en el cargo quien era su principal sostén, Eusebio Gregorio Ruzo, dirigente principal en los acontecimientos que habían llevado a la declaración de autonomía de Catamarca y al nombramiento de su primer gobernador.

## Autonomía de la provincia de Catamarca
«Digno de notarse —dice el historiador Manuel Soria— y altamente encomioso para la cordura de nuestros antepasados, fue el hecho de que para la autonomía de Catamarca sus dirigentes federales y unitarios se unieron en fraternal abrazo, con la visión lejana de un porvenir venturoso». En la gestación de la autonomía de la provincia tuvieron una decidida gravitación José Pío Zisneros, Nicolás Avellaneda y Tula, el coronel José Manuel Figueroa Cáceres y, sobre todo, Eusebio Gregorio Ruzo. Como anota el padre Ramón Rosa Olmos en su Historia de Catamarca, los debates en la Asamblea de la Independencia en Tucumán —que adelantaron la división entre unitarios y federales— habían tenido honda repercusión en Catamarca, inclinándose por el partido unitario los Augier, Avellaneda, de la Mota Botello, Gutiérrez, Díaz de la Peña, Araujo, entre otros; y por el partido federal, en cambio, los Herrera, Acuña, Figueroa, Navarro, Soria, Olmos, Molina, Ruzo, Segura, entre otros.

## Exilio, regreso y fallecimiento
En años posteriores, debido a las disensiones internas en su provincia, Avellaneda y Tula se instaló en la Provincia de Tucumán, donde su hijo organizó la Coalición del Norte y llegó a ser gobernador. Luego de que Lavalle y La Madrid fueran derrotados, Nicolás de Avellaneda y Tula debió emigrar a Bolivia junto con su familia. Su único hijo fue ejecutado, lo que le significaría un duro golpe.
Regresó después de la Batalla de Caseros a Tucumán, donde vivió el resto de sus días.
A modo de homenaje, el sillón que ocupa el gobernador de la provincia de Catamarca y símbolo máximo de la posesión del cargo hasta el presente se conoce como «Sillón de Avellaneda y Tula».